# Orientabilité

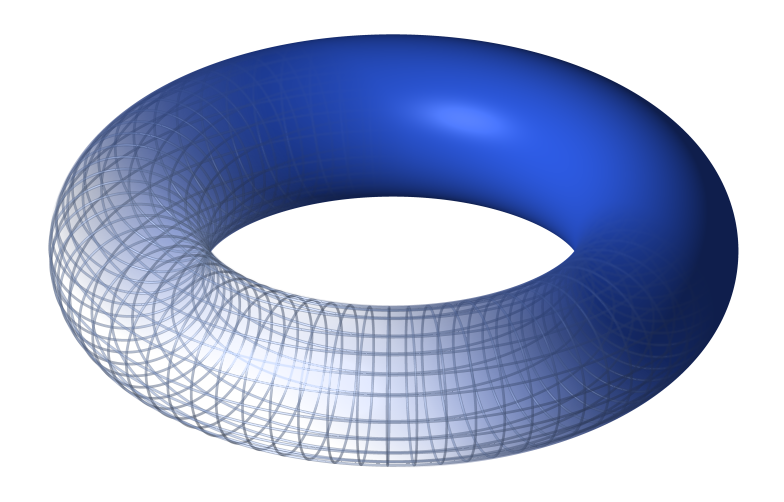
Un tore est une surface orientable

Le ruban de Möbius est une surface non orientable. Notez que le crabe violoniste qui se déplace autour de lui est retourné à gauche et à droite à chaque circulation complète. Cela ne se produirait pas si le crabe était sur le tore.

La surface romaine n'est pas orientable

 (novembre 2021).
Le contenu est difficilement compréhensible vu les erreurs de traduction, qui sont peut-être dues à l'utilisation d'un logiciel de traduction automatique.
En mathématiques, l'orientabilité est une propriété des surfaces dans l'espace euclidien qui mesure s'il est possible de faire un choix cohérent de vecteur normal de surface en chaque point. Le choix d'un vecteur normal permet d'utiliser la règle de la main droite pour définir une direction "dans le sens des aiguilles d'une montre" des boucles dans la surface, comme l'exige le théorème de Stokes par exemple. Plus généralement, l'orientabilité d'une surface abstraite, ou variété, mesure si l'on peut systématiquement choisir une orientation « dans le sens des aiguilles d'une montre » pour toutes les boucles dans la variété. De manière équivalente, une surface est orientable si une figure bidimensionnelle (telle que ) dans l'espace ne peut pas être déplacé en continu sur cette surface et revenir à son point de départ pour qu'il ressemble à sa propre image miroir ).
La notion d'orientabilité peut également être généralisée aux variétés de dimension supérieure. Une variété est orientable si elle a un choix cohérent d'orientations, et une variété orientable connexe a exactement deux orientations possibles différentes. Dans ce cadre, diverses formulations équivalentes d'orientabilité peuvent être données, en fonction de l'application souhaitée et du niveau de généralité. Les formulations applicables aux variétés topologiques générales utilisent souvent des méthodes de théorie de l'homologie, alors que pour les variétés différentiables, plus de structures est disponible, permettant une formulation en termes de formes différentielles. Une généralisation importante de la notion d'orientabilité d'un espace est celle d'orientabilité d'une famille d'espaces paramétrés par un autre espace (un fibré) pour lequel une orientation doit être choisie dans chacun des espaces qui varie continuellement en fonction des changements des valeurs des paramètres.

## Surfaces orientables

Dans cette animation, une analogie simple est faite en utilisant un engrenage qui tourne selon la règle de droite sur le vecteur normal d'une surface. L'orientation des courbes donnée par les limites est donnée par la direction dans laquelle les points se déplacent lorsqu'ils sont poussés par l'engrenage mobile. Sur une surface non orientable, telle que le ruban de Möbius, la frontière devrait se déplacer dans les deux sens à la fois, ce qui n'est pas possible.

Une surface S dans l'espace euclidien R3 est orientable si une figure bidimensionnelle (par exemple, ) ne peut pas être déplacé autour de la surface et revenir à son point de départ afin qu'il ressemble à sa propre image miroir (). Sinon, la surface n'est pas orientable. Une surface abstraite (c'est-à-dire une variété bidimensionnelle) est orientable si un concept cohérent de rotation horaire peut être défini sur la surface de manière continue. C'est-à-dire qu'une boucle circulant dans un sens sur la surface ne peut jamais être déformée en continu (sans se chevaucher) en une boucle faisant le tour inverse. Ceci s'avère être équivalent à la question de savoir si la surface ne contient aucun sous-ensemble homéomorphe au ruban de Möbius. Ainsi, pour les surfaces, le ruban de Möbius peut être considérée comme la source de toute non-orientabilité.
Pour une surface orientable, un choix cohérent de « sens horaire » (par opposition à sens anti-horaire) est appelé une orientation, et la surface est appelée orientée. Pour les surfaces noyées dans l'espace euclidien, une orientation est spécifiée par le choix d'une normale de surface n variant continuellement en chaque point. Si une telle normale existe, il y a toujours deux façons de la sélectionner : n ou -n. De manière plus générale, une surface admet exactement deux orientations, et la distinction entre une surface orientée et une surface orientable est subtile et souvent floue. Une surface orientable est une surface abstraite qui admet une orientation, tandis qu'une surface orientée est une surface qui est orientable de manière abstraite pour laquelle le choix de l'une des deux orientations possibles a été fourni.

### Exemples
La plupart des surfaces que nous rencontrons dans le monde physique sont orientables. Les sphères, les plans et les tores sont orientables, par exemple. Mais les rubans de Möbius, les vrais plans projectifs et les bouteilles de Klein ne sont pas orientables. Visualisés en trois dimensions, ils n'ont tous qu'un seul côté. Le plan projectif réel et la bouteille de Klein ne peuvent pas être intégrés dans {\displaystyle \mathbb {R} ^{3}}, seulement immergés avec de belles intersections.
Notez que localement une surface encastrée a toujours deux côtés, donc une fourmi myope rampant sur une surface unilatérale penserait qu'il y a un « autre côté ». L'essence du caractère unilatéral est que la fourmi peut ramper d'un côté de la surface à « l'autre » sans passer par la surface ou retourner sur un bord, mais simplement en rampant assez loin.
En général, la propriété d'être orientable n'équivaut pas à être bilatéral ; cependant, cela est vrai lorsque l'espace ambiant (tel que {\displaystyle \mathbb {R} ^{3}} ci-dessus) est orientable. Par exemple, un tore intégré dans
{\displaystyle K^{2}\times S^{1}}
peut être unilatéral, et une bouteille de Klein dans le même espace peut être recto-verso ; ici {\displaystyle K^{2}} fait référence à la bouteille de Klein.

### Orientation par triangulation
Toute surface a une triangulation : une décomposition en triangles telle que chaque arête d'un triangle est collée à au plus une autre arête. Chaque triangle est orienté en choisissant une direction autour du périmètre du triangle, en associant une direction à chaque arête du triangle. Si cela est fait de telle manière que, une fois collés, les bords voisins pointent dans la direction opposée, cela détermine une orientation de la surface. Un tel choix n'est possible que si la surface est orientable, et dans ce cas il y a exactement deux orientations différentes.
Si la figure  peut être positionné de manière cohérente en tous les points de la surface sans se transformer en son image miroir, cela induira alors une orientation dans le sens ci-dessus sur chacun des triangles de la triangulation en sélectionnant la direction de chacun des triangles en fonction de l'ordre rouge - vert - bleu des couleurs de l'une des figures à l'intérieur du triangle.
Cette approche se généralise à toute variété n ayant une triangulation. Cependant, certaines variétés 4 n'ont pas de triangulation, et en général pour n > 4, certaines n-variétés ont des triangulations qui sont inéquivalentes.

### Orientabilité et homologie
Si {\displaystyle H_{1}(S)} désigne le premier groupe d'homologie d'une surface {\displaystyle S}, alors {\displaystyle S} est orientable si et seulement si {\displaystyle H_{1}(S)} a un sous-groupe de torsion trivial. Plus précisément, si {\displaystyle S} est orientable alors {\displaystyle H_{1}(S)} est un groupe abélien libre, et sinon alors {\displaystyle H_{1}(S)=F+\mathbb {Z} /2\mathbb {Z} } où {\displaystyle F} est un abélien libre, et le facteur {\displaystyle \mathbb {Z} /2\mathbb {Z} } est généré par la courbe médiane dans un ruban de Möbius noyée dans {\displaystyle S}.

## Orientabilité des variétés
Soit M une n - variété topologique connexe. Il existe plusieurs définitions possibles de ce que cela signifie M pour être orientable. Certaines de ces définitions exigent que M ait une structure supplémentaire, comme être différentiable. Parfois, n = 0 doit être transformé en cas spécial. Lorsque plusieurs de ces définitions s'appliquent à M, alors M est orientable sous une définition si et seulement si elle est orientable sous les autres , .

### Orientabilité des variétés différentiables
Les définitions les plus intuitives exigent que M soit une variété différentiable. Cela signifie que les fonctions de transition dans l'atlas de M sont des fonctions C1. Une telle fonction admet un déterminant jacobien. Lorsque le déterminant jacobien est positif, on dit que la fonction de transition préserve l'orientation. Un atlas orienté sur M est un atlas pour lequel toutes les fonctions de transition préservent l'orientation. M est orientable si elle admet un atlas orienté. Lorsque n > 0, une orientation de M est un atlas orienté maximal. (Lorsque n = 0, une orientation de M est une fonction M → {±1}).
L'orientabilité et les orientations peuvent également être exprimées en termes de fibré tangent. Le fibré tangent est un fibré vectoriel, il s'agit donc d'un fibré avec le groupe de structure GL(n, R). Autrement dit, les fonctions de transition de la variété induisent des fonctions de transition sur le fibré tangent qui sont des transformations linéaires par fibre. Si le groupe de structure peut être réduit au groupe GL+(n, R) de matrices déterminantes positives, ou de manière équivalente s'il existe un atlas dont les fonctions de transition déterminent une orientation préservant la transformation linéaire sur chaque espace tangent, alors la variété M est orientable. Inversement, M est orientable si et seulement si le groupe de structure du fibré tangent peut être réduit de cette manière. Des observations similaires peuvent être faites pour le fibré des repères.
Une autre façon de définir des orientations sur une variété différentiable consiste à utiliser des formes volume. Une forme volume est une section ω de ⋀n T∗M (la n-ième puissance extérieure du fibré cotangent de M) nulle en aucun point. Par exemple, Rn a une forme volume standard donnée par dx1 ∧ ... ∧ dxn. Étant donné une forme volume sur M, la famille de toutes les cartes U → Rn pour lesquelles la forme volume standard revient à un multiple positif de ω est un atlas orienté. L'existence d'une forme volume équivaut donc à l'orientabilité de la variété.
Les formes volume et les vecteurs tangents peuvent être combinés pour donner encore une autre description de l'orientation. Si X1, ..., Xn est une base de vecteurs tangents en un point p, alors la base est à droite si ω(X1, ..., Xn) > 0. Une fonction de transition préserve l'orientation si et seulement si elle envoie des bases à droite aux bases à droite. L'existence d'une forme volume implique une réduction du groupe de structure du fibré tangent ou du fibré des repères à GL+(n, R). Comme précédemment, cela implique l'orientabilité de M. Inversement, si M est orientable, alors les formes volume locales peuvent être reliées pour créer une forme volume globale, l'orientabilité étant nécessaire pour garantir que la forme globale ne disparaît nulle part.

### Homologie et orientabilité des variétés générales
Au cœur de toutes les définitions ci-dessus de l'orientabilité d'une variété différentiable se trouve la notion d'une fonction de transition préservant l'orientation. Cela soulève la question de savoir ce que ces fonctions de transition préservent exactement. Elles ne peuvent pas préserver une orientation de la variété parce qu'une orientation de la variété est un atlas, et cela n'a aucun sens de dire qu'une fonction de transition préserve ou ne conserve pas un atlas dont elle est membre.
Cette question peut être résolue en définissant des orientations locales. Sur une variété unidimensionnelle, une orientation locale autour d'un point p correspond à un choix de gauche et de droite près de ce point. Sur une variété bidimensionnelle, cela correspond à un choix de sens horaire et anti-horaire. Ces deux situations partagent la caractéristique commune qu'elles sont décrites en termes de comportement de dimension supérieure près de p mais pas à p. Pour le cas général, soit M une n-variété topologique. Une orientation locale de M autour d'un point p est un choix de générateur du groupe
{\displaystyle H_{n}\left(M,M\setminus \{p\};\mathbf {Z} \right)}.
Pour voir la signification géométrique de ce groupe, choisissons un graphique autour de p. Dans ce graphique, il y a un voisinage de p qui est une boule ouverte B autour de l'origine O. Par le théorème d'excision, {\displaystyle H_{n}\left(M,M\setminus \{p\};\mathbf {Z} \right)} est isomorphe à {\displaystyle H_{n}\left(B,B\setminus \{O\};\mathbf {Z} \right)}. La boule B est contractible, donc ses groupes d'homologie disparaissent sauf au degré zéro, et l'espace B \ O est une sphère (n − 1), donc ses groupes d'homologie disparaissent sauf aux degrés n − 1 et 0. Un calcul avec la suite exacte longue en homologie relative montre que le groupe d'homologie ci-dessus est isomorphe à {\displaystyle H_{n-1}\left(S^{n-1};\mathbf {Z} \right)\cong \mathbf {Z} }. Un choix de générateur correspond donc à une décision de savoir si, dans le graphe donné, une sphère autour de p est positive ou négative. Une réflexion de Rn à travers l'origine agit par négation sur {\displaystyle H_{n-1}\left(S^{n-1};\mathbf {Z} \right)}, donc la signification géométrique du choix du générateur est qu'il distingue les cartes de leurs réflexions.
Sur une variété topologique, une fonction de transition préserve l'orientation si, en chaque point p de son domaine, elle fixe les générateurs de {\displaystyle H_{n}\left(M,M\setminus \{p\};\mathbf {Z} \right)}. À partir de là, les définitions pertinentes sont les mêmes que dans le cas différentiable. Un atlas orienté est un atlas pour lequel toutes les fonctions de transition préservent l'orientation, M est orientable s'il admet un atlas orienté, et lorsque n > 0, une orientation de M est un atlas orienté maximal.
Intuitivement, une orientation de M devrait définir une orientation locale unique de M en chaque point. Ceci est précisé en notant que n'importe quelle carte de l'atlas orienté autour de p peut être utilisée pour déterminer une sphère autour de p, et cette sphère détermine un générateur de {\displaystyle H_{n}\left(M,M\setminus \{p\};\mathbf {Z} \right)}. De plus, tout autre graphe autour de p est lié au premier graphe par une fonction de transition préservant l'orientation, ce qui implique que les deux graphes donnent le même générateur, d'où le générateur est unique.
Des définitions purement homologiques sont également possibles. En supposant que M est fermée (i.e. compacte et sans bord) et connexe, M est orientable si et seulement si le nème groupe d'homologie {\displaystyle H_{n}(M;\mathbf {Z} )} est isomorphe aux entiers Z. Une orientation de M est un choix du générateur α de ce groupe. Ce générateur détermine un atlas orienté en fixant un générateur du groupe cyclique infini {\displaystyle H_{n}(M;\mathbf {Z} )} et prendre les cartes orientées comme étant celles pour lesquelles α pousse vers l'avant vers le générateur fixe. Inversement, un atlas orienté détermine un tel générateur car des orientations locales compatibles peuvent être collées ensemble pour donner un générateur pour le groupe d'homologie {\displaystyle H_{n}(M;\mathbf {Z} )} .

### Orientation et cohomologie
Une variété M est orientable si et seulement si la première classe de Stiefel-Whitney {\displaystyle w_{1}(M)\in H^{1}(M;\mathbf {Z} /2)} disparaît. En particulier, si le premier groupe de cohomologie à coefficients Z / 2 est nul, alors la variété est orientable. De plus si M est orientable et w1 s'annule, alors {\displaystyle H^{0}(M;\mathbf {Z} /2)} paramètre les choix d'orientations . Cette caractérisation de l’orientabilité s’étend à l’ orientabilité des fibrés vectoriels sur M, et pas seulement du fibré tangent.

### Lerevêtementdouble d'orientation
Autour de chaque point de M, il y a deux orientations locales. Intuitivement, il existe un moyen de passer d'une orientation locale en un point p à une orientation locale en un point proche p′ : lorsque les deux points se trouvent dans le même diagramme de coordonnées U → Rn, ce diagramme de coordonnées définit des orientations locales compatibles en p et p′. L'ensemble des orientations locales peut donc se voir attribuer une topologie, et cette topologie en fait une variété.
Plus précisément, soit O l'ensemble de toutes les orientations locales de M. Pour topologiser O, nous allons spécifier une sous-base pour sa topologie. Soit U un sous-ensemble ouvert de M choisi tel que {\displaystyle H_{n}(M,M\setminus U;\mathbf {Z} )} est isomorphe à Z. Supposons que α est un générateur de ce groupe. Pour chaque p dans U, il existe une fonction image {\displaystyle H_{n}(M,M\setminus U;\mathbf {Z} )\to H_{n}\left(M,M\setminus \{p\};\mathbf {Z} \right)}. Le codomaine de ce groupe a deux générateurs, et α correspond à l'un d'eux. La topologie sur O est définie de sorte que
{\displaystyle \{{\text{Image de }}\alpha {\text{ dans }}H_{n}\left(M,M\setminus \{p\};\mathbf {Z} \right)\colon p\in U\}}
est ouvert.
Il existe une application canonique π : O → M qui envoie une orientation locale de p vers p. Il est clair que chaque point de M a précisément deux pré-images sous π. En fait, π est même un homéomorphisme local, car les pré-images des ensembles ouverts U mentionnés ci-dessus sont homéomorphes à l'union disjointe de deux copies de U. Si M est orientable, alors M lui-même est l'un de ces ensembles ouverts, donc O est l'union disjointe de deux copies de M. Si M n'est pas orientable, cependant, alors O est connexe et orientable. La variété O est appelé le revêtement double d'orientation.

### Variétés à bord
Si M est une variété avec frontière, alors une orientation de M est définie comme étant une orientation de son intérieur. Une telle orientation induit une orientation de ∂M. En effet, supposons qu'une orientation de M soit fixe. Soit U → Rn+ une carte en un point frontière de M qui, lorsqu'elle est restreinte à l'intérieur de M, est dans l'atlas orienté choisi. La restriction de cette carte à ∂M est une carte de ∂M. Ces cartes forment un atlas orienté pour ∂M.
Lorsque M est lisse, en chaque point p de ∂M, la restriction du fibré tangent de M à ∂M est isomorphe à Tp∂M ⊕ R, où le facteur de R est décrit par le vecteur normal pointant vers l'intérieur. L'orientation de T p ∂M est définie par la condition qu'une base de T p∂ M est orientée positivement si et seulement si, lorsqu'elle est combinée avec le vecteur normal pointant vers l'intérieur, elle définit une base orientée positivement de T p M.

## Revêtementdouble orientable
Une notion étroitement liée utilise l'idée de revêtement. Pour une variété connexe M prenons M∗, l'ensemble des paires ( x , o) où x est un point de M et o est une orientation en x ; ici, nous supposons que M est soit lisse afin que nous puissions choisir une orientation sur l'espace tangent en un point, soit nous utilisons une homologie singulière pour définir l'orientation. Ensuite, pour chaque sous-ensemble ouvert et orienté de M, nous considérons l'ensemble de paires correspondant et le définissons comme un ensemble ouvert de M∗. Cela donne à M∗ une topologie et l'envoi de la projection ( x , o) à x est alors une carte de couverture 2-en-1. Ce revêtement est appelé le revêtement double orientable. M∗ est connexe si et seulement si M n'est pas orientable.
Une autre façon de construire cette couverture consiste à diviser les boucles basées sur un point de base en boucles de maintien de l'orientation ou d'inversion de celle-ci. Les boucles de maintien de l'orientation génèrent un sous-groupe du groupe fondamental qui est soit le groupe entier, soit d'indice deux. Dans ce dernier cas (ce qui signifie qu'il y a un chemin d'inversion d'orientation), le sous-groupe correspond à un double revêtement connexe ; ce revêtement est orientable par construction. Dans le premier cas, on peut simplement prendre deux copies de M, chacune correspondant à une orientation différente.

## Orientation des fibrés vectoriels
Un fibré vectoriel réel, qui a a priori un groupe structural GL (n), est dit orientable lorsque le groupe structural peut être réduit à {\displaystyle GL^{+}(n)}, le groupe de matrices à déterminant positif. Pour le fibré tangent, cette réduction est toujours possible si la variété de base sous-jacente est orientable et en fait cela fournit un moyen pratique de définir l'orientation d'une variété réelle lisse : une variété lisse est définie pour être orientable si son fibré tangent est orientable (sous forme de fibré vectoriel). Notez qu'en tant que variété à part entière, le fibré tangent est toujours orientable, même sur des variétés non orientables.

## Concepts associés

### Algèbre linéaire
La notion d'orientabilité est essentiellement dérivée de la topologie du groupe linéaire général réel
{\displaystyle \operatorname {GL} (n,\mathbf {R} )}, plus précisément que le groupe d'homotopie le plus bas est {\displaystyle \pi _{0}(\operatorname {GL} (n,\mathbf {R} ))=\mathbf {Z} /2}
une transformée inversible d'un espace vectoriel réel soit préserve l'orientation, soit inverse cette dernière.
Cela vaut non seulement pour les variétés différentiables mais pour les variétés topologiques, car l'espace des équivalences d'auto-homotopie d'une sphère a également deux composants connexes, qui peuvent être désignés par les cartes « de préservation de l'orientation » et « d'inversion de l'orientation ».
La notion analogue pour le groupe symétrique est le groupe alterné des permutations paires.

### Géométrie lorentzienne
Dans la géométrie lorentzienne, il existe deux types d'orientabilité : l'orientation spatiale et l'orientation temporelle. Celles-ci jouent un rôle dans la structure causale de l'espace-temps. Dans le contexte de la relativité générale, une variété d'espace-temps est orientable dans l'espace si, chaque fois que deux observateurs droitiers partant dans des fusées à partir d'un même point de l'espace-temps, puis se rencontrent en un autre point, restent droitiers l'un par rapport à l'autre. Si un espace-temps est orientable dans le temps, deux observateurs seront toujours d'accord sur la direction du temps en chaque point de leur rencontre. En fait, un espace-temps est orientable dans le temps si et seulement si deux observateurs sont d'accord sur laquelle des deux rencontres a précédé l'autre .
Formellement, le groupe pseudo-orthogonal O ( p, q ) a une paire de caractères : le caractère d'orientation spatiale σ + et le caractère d'orientation temporelle σ −,
{\displaystyle \sigma _{\pm }:\operatorname {O} (p,q)\to \{-1,+1\}}.
Leur produit σ = σ + σ − est le déterminant, qui donne le caractère d'orientation. Une orientation spatiale d'une variété pseudo-riemannienne est identifiée avec une section du fibré associé
{\displaystyle \operatorname {O} (M)\times _{\sigma _{+}}\{-1,+1\}}
où {\displaystyle \operatorname {O} (M)} est le fibré de cadres pseudo-orthogonaux. De même, une orientation temporelle est une section du fibré associé
{\displaystyle \operatorname {O} (M)\times _{\sigma _{-}}\{-1,+1\}}.

## Voir également
- Orientation de courbe
- Faisceau d'orientation (en)